# لوس آلتوس هیلز (کالیفرنیا)
لوس آلتوس هیلز (به انگلیسی: Los Altos Hills) شهری در شهرستان سانتا کلارا ایالت کالیفرنیا است که در سرشماری سال ۲۰۱۰ میلادی، ۷۹۲۲ نفر جمعیت داشته‌است.  این شهر کوچک و کم‌جمعیت که محل زندگی افراد سرشناسی مانند سرگی برین (یکی از دو بنیان‌گذار گوگل)، جری ینگ (بنیانگذار یاهو) و ساندار پیچای (مدیرعامل گوگل) است، به عنوان گران‌ترین بازار مسکن کشور آمریکا شناخته می‌شود.

## نگارخانه

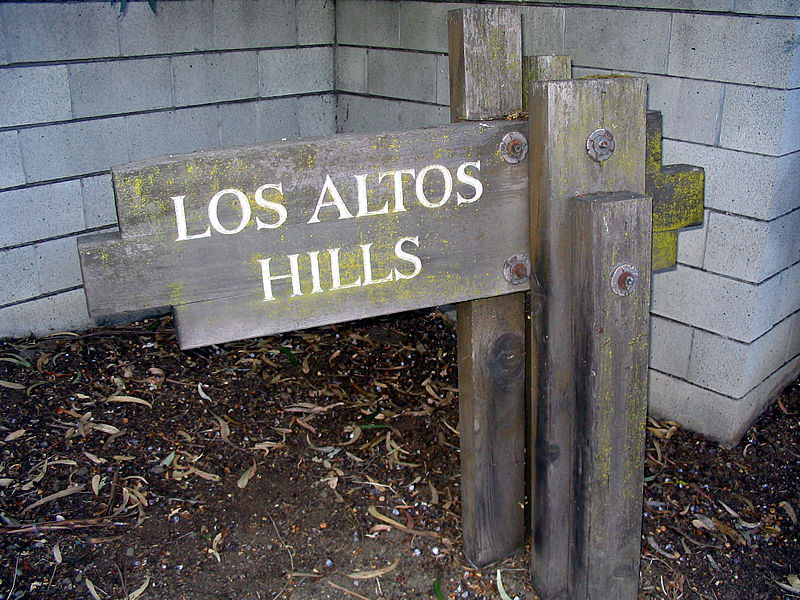
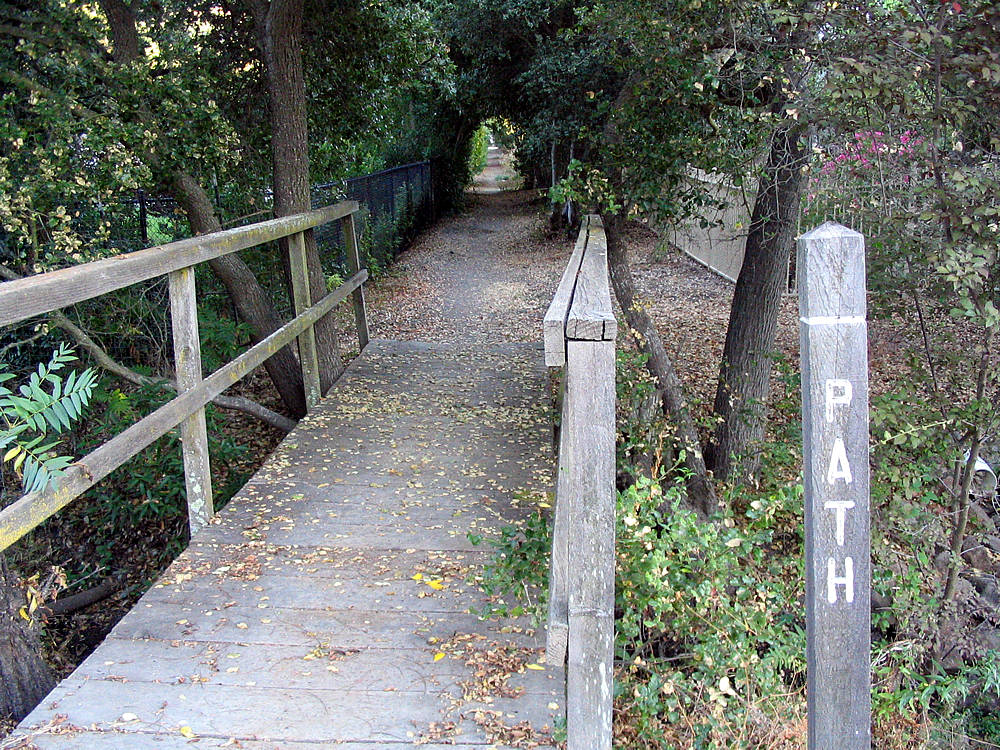
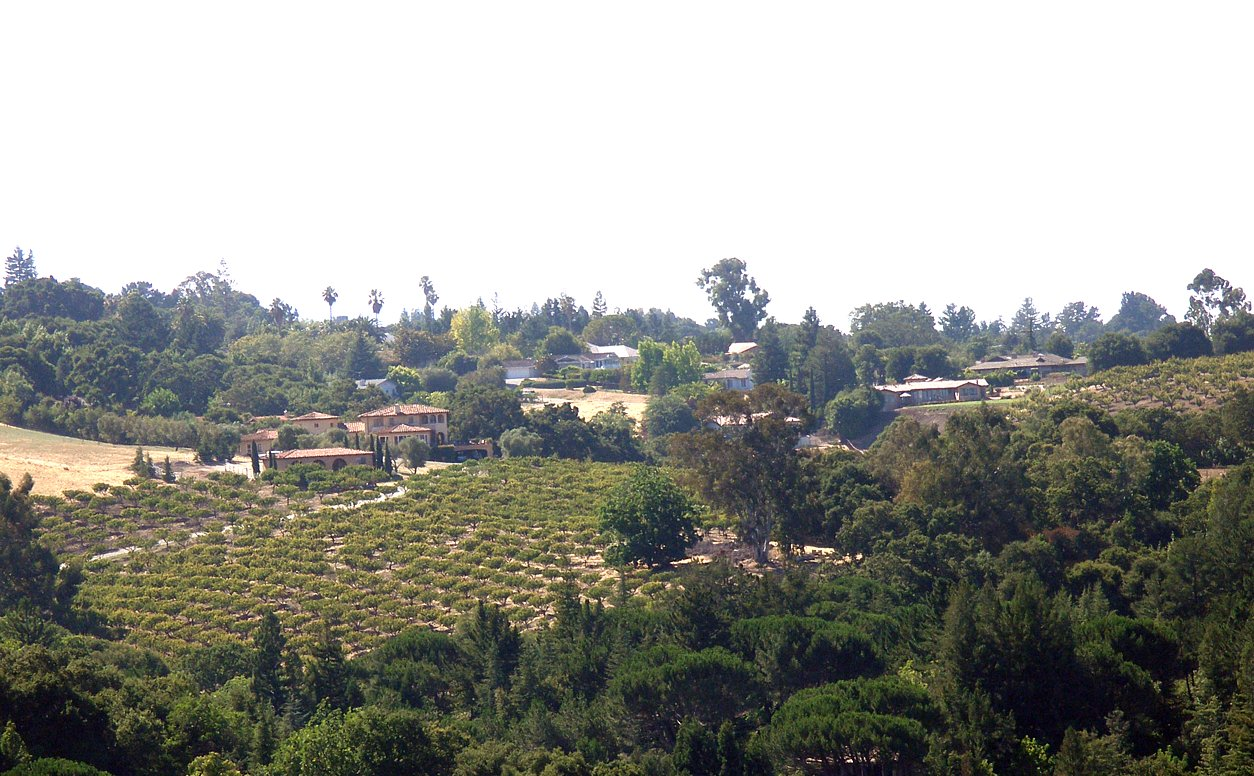